# Poiana Trestiei
Poiana Trestiei (wymowaⓘ) – wieś w Rumunii, w okręgu Prahova, w gminie Cosminele. W 2011 roku liczyła 247 mieszkańców.